# Elektriciteitscentrale Scholven
De Elektriciteitscentrale Scholven is een thermische kolencentrale van Uniper in Gelsenkirchen, Duitsland. De centrale is met een vermogen van 2300 MW een van de krachtigste steenkoolcentrales van Europa. De centrale produceert ongeveer 3% van de Duitse elektriciteit. De centrale heeft 7 koeltorens en drie 302m hoge schoorstenen.
De centrale is gegroeid uit de lokale elektriciteitscentrale voor de nabije (gesloten) steenkoolmijn "Scholven".